# Henryk Barciński
Henryk Barciński (ur. 14 kwietnia 1876 w Łodzi, zm. 17 stycznia 1940 tamże) – przemysłowiec łódzki, działacz gospodarczy, społeczny i oświatowy.

## Życiorys
Był synem Salomona i Róży (Ruchli) Birnbaum (1853–1929), bratem Marcelego i Stefana.
Po ukończeniu szkoły średniej w Łodzi studiował ekonomię polityczną na uniwersytecie w Heidelbergu. Od 1898 r. pracował w dziale handlowym rodzinnej firmy „Przemysł Wełniany S. Barciński i S-ka”, której udziałowcem został po śmierci ojca w 1902 r. Był członkiem zarządów łódzkich firm włókienniczych: „Jakub Hirszberg i Wilczyński”, Tow. Akc. Przemysłowe Markus Kohn oraz łódzkiego oddziału warszawskiej Fabryki Kleju i Kazeiny „Strem”. Był posiadaczem dyplomu kupca I gildii.
W latach 1907–1914 był członkiem Komitetu Pożyczkowego dla kredytów handlowo-przemysłowych przy Oddziale Łódzkim Banku Państwa, członkiem Komitetu Giełdowego, przewodniczącym Komisji Wełnianej Przemysłu Włókienniczego, radcą Sekcji Przemysłowej Izby Przemysłowo-Handlowej w Łodzi. Po wybuchu I wojny światowej przystąpił 1 sierpnia 1914 r. do tzw. Rady Czternastu, przekształconej wkrótce w Główny Komitet Obywatelski m. Łodzi (1914–1915) mający na celu pomoc w zaopatrzeniu łodzian w żywność, opał, leki itp. słowem w przetrwaniu wojny przynajmniej w pierwszym okresie zmieniającej się sytuacji wojennej. Wchodził w skład oddziału łódzkiego Komisji Szacunkowej Głównej Wydziału Rejestracji Strat Wojennych przy łódzkim oddziale Rady Głównej Opiekuńczej, powołanej do życia 15 sierpnia 1916 r., członek Zarządu. Był pracownikiem Rady Windykacji Strat Wojennych Tymczasowej Rady Stanu. Był w 1919 r. zastępcą członka Komitetu Reprezentantów Zgromadzenia Kupców m. Łodzi.
Był członkiem rzeczywistym Stowarzyszenia Techników w Łodzi, członkiem zarządów: Łódzkiego Towarzystwa Szerzenia Wiedzy Handlowej (mieszczącego się przy ul. Długiej 45), Towarzystwa „Uczelnia” oraz Polskiego Towarzystwa Teatralnego, gdzie współpracował z innym łódzkim przedsiębiorcą Antonim Urbanowskim.
Po wybuchu II wojny światowej i zajęciu 8 września 1939 r. Łodzi przez Niemców został przez policję niemiecką 8 listopada 1939 r. aresztowany „za przynależność do polskiej inteligencji” i był więziony w obozie na Radogoszczu. Został skazany na karę śmierci prawdopodobnie 17 stycznia 1940 i natychmiast stracony.
Był żonaty z Reginą Przeworską (ur. 1879), miał syna Marka Kazimierza (ur. 1902), inżyniera, oraz córkę Teofilę Janinę (ur. 1903).

## Ordery i odznaczenia
- Krzyż Oficerski Orderu Odrodzenia Polski
- Złoty Krzyż Zasługi (9 listopada 1931)[11]